# میخایلو شستاکوف
میخایلو شستاکوف (اوکراینی: Михайло Сергійович Шестаков؛ زادهٔ ۱۲ آوریل ۱۹۹۰) بازیکن فوتبال است.